# Quest for Glory
Quest for Glory est une série de jeux vidéo hybrides entre le jeu vidéo de rôle et le jeu d'aventure. Cette série a été développée par Corey et Lori Ann Cole. Elle a été publiée par Sierra.
À l'origine, la série se nommait Hero's Quest, mais Sierra a été légalement contraint de changer de nom à cause de la ressemblance avec HeroQuest (adaptation électronique du jeu de société du même nom). Sierra a changé alors le titre en Quest for Glory. Tous les futurs jeux de la série et les nouvelles éditions du premier jeu ont donc ensuite porté le nom Quest for Glory.